# Idegenvezető

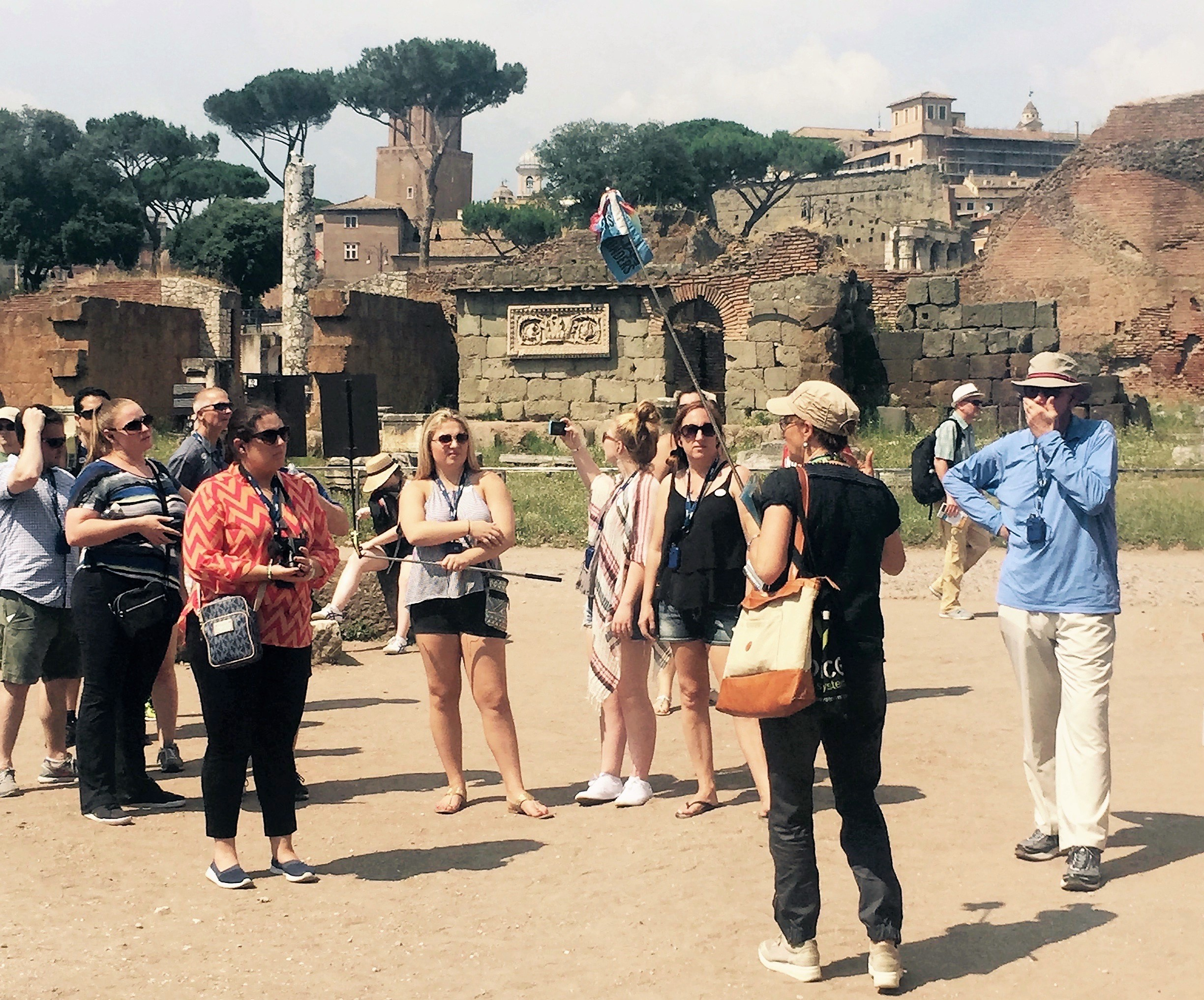
Egy idegenvezetőnő turistacsoportjával Rómában 2015-ben

Az idegenvezető egy foglalkozás a turizmus és az idegenforgalom területén. 

## Tevékenységének lényege
Az idegenvezető egyéneket és csoportokat kísér, bemutatja a látnivalókat és háttér-információkat közöl az idegenforgalmi nevezetességekről, valamint azok kulturális, történelmi és művészeti értékeiről.

## Feladatai
- turisták kísérése és útbaigazítása városnéző túrákon és utakon;
- a látogatók kísérése különféle helyeken (pl. múzeumokban, kiállításokon, tematikus szórakoztató parkokban, gyárakban és egyéb ipari létesítményekben) ;
- az érdekességek és kiállítások bemutatása, tájékoztatás nyújtása velük kapcsolatban, és válaszadás a felmerülő kérdésekre;
- oktató jellegű tevékenységek vezetése gyermekek számára;
- a látogatók tevékenységének felügyelete, a létesítmény vagy a túra szabályai és biztonsági gyakorlata betartásának biztosítsa érdekében;
- a látogatók és a túra résztvevőinek üdvözlése és regisztrálása, azonosító jelvények és biztonsági eszközök szétosztása közöttük;
- nyomtatványok szétosztása, audiovizuális bemutatók tartása és a helyszínen betartandó szabályok elmagyarázása;
- gondoskodás a csoportok fizikai biztonságáról, és különféle tevékenységek végzése, pl. elsősegélynyújtás, és vészhelyzet esetén a helyszín kiürítésének irányítása;
- a túra útvonalával, a szolgáltatásokkal vagy a szállással kapcsolatos problémák megoldása.

## Szakmai szervezetek
A Magyarországi Idegenvezetők Szövetsége (MISZ)  2019 januárjában tartotta harmincéves közgyűlését. Elnöke 2017-től: Caesar Éva.
- Magyar Idegenvezetők Egyesülete (MIE) - 2016-ban jegyzete be a bíróság; elnöke: Deák Judit [3]